# Běžící muž
Běžící muž je americký akční film. V hlavních rolích hrají Arnold Schwarzenegger, Maria Conchita Alonso a Richard Dawson. Film je inspirován knihou Stephana Kinga Běh o život, kterou vydal v roce 1982.

## Děj
V roce 2017, kdy je světové hospodářství zhroucené, potraviny, přírodní zdroje i zásoby ropy docházejí, je policejní stát rozdělen na paramilitaristické zóny a vláda je držena železnou rukou. Ben Richards (Arnold Schwarzenegger), který v té době pracuje jako pilot u ozbrojených složek, neuposlechne rozkaz k masakrování 1 500 neozbrojených civilistů, kteří bojují o jídlo v Bakersfieldu. Za to byl následně odsouzen a uvězněn ve vězeňské zóně Wilshire.
O osmnáct měsíců později se mu podaří utéct. Společně se svými přáteli, Laughlinem (Yaphet Kotto) a Weissem (Marvin J. McIntyre), se dostanou do Los Angeles. Zde jim pomůžou lidé bojující proti režimu, ke kterým Lauglin a Weiss patří. Od této chvíle se rozdělili.
Ben Richards jde do bytu svého bratra, kde místo něj nalezne novou podnájemnici, zpěvačku Amber Mendezovou (Maria Conchita Alonso). Od ní se dozví, že jeho bratra odvezli na převýchovu. Chce jí proto využít k tomu, aby opustil město a odletěl do Honolulu. Na letišti však Amber upozorní na Richardse policii, která jej následně zatkne.
Damon Killian (Richard Dawson), televizní producent a moderátor televizní show Běžící muž, Bena donutí podepsat účast v této soutěži. Smyslem soutěže je projít za 3 hodiny čtyři herní sektory, kde jim budou v patách lovci, kteří jej mají zabít. Do soutěže jsou nasazeni i Laughlin a Weiss. Amber, která se po lživé reportáži o Richardsově brutalitě na letišti rozhodne zjistit, jak to bylo, se vloupala do archivu s videy. Zde byla však přistižena a před zraky diváků označena za Benovu milenku a zařazena do soutěže.
Ve chvíli, kdy Richards zabije prvního lovce, jsou diváci šokováni, Killian je však prozatím spokojen, protože sledovanost Běžícího muže stoupá. Dalším lovcům, kteří jsou vysláni po stopách čtveřice běžících, se podaří zabít Laughlina a následně i Weisse. Předtím se však Weissovi podařilo získat důležitý kód k propojení na satelit televizní společnosti. V této chvíli se Killian pokusí nabídnout Richarsovi místo lovce se všemi výhodami, které by tato práce přinášela. To však Ben odmítne.
Když Richards vyřídí i posledního lovce, lidé Richardsovo vítězství oslavují. Ben s Amber se dostanou mezi podzemní hnutí odporu. Ti se chystají nabourat vysílání televize, a proto jim předají propojovací kód. Amber ke kódu ještě přidala původní nahrávku Bakersfieldského masakru, který byl upravenou nahrávkou svalen právě na Bena.
Při propojení na satelit hnutí odporu bylo několik vzbouřenců vedených Benem obsazena ústředna vysílání. Po odvysílání si jde vyřídit účet i se samotným Killianem.

## Zajímavosti
- Ve filmu byla použita replika „Já se vrátím“ (anglicky „I'll be back“).
- Původně se uvažovalo o herci Dolphi Lundgrenovi jako Benu Richardsovi.